# Sandflykt

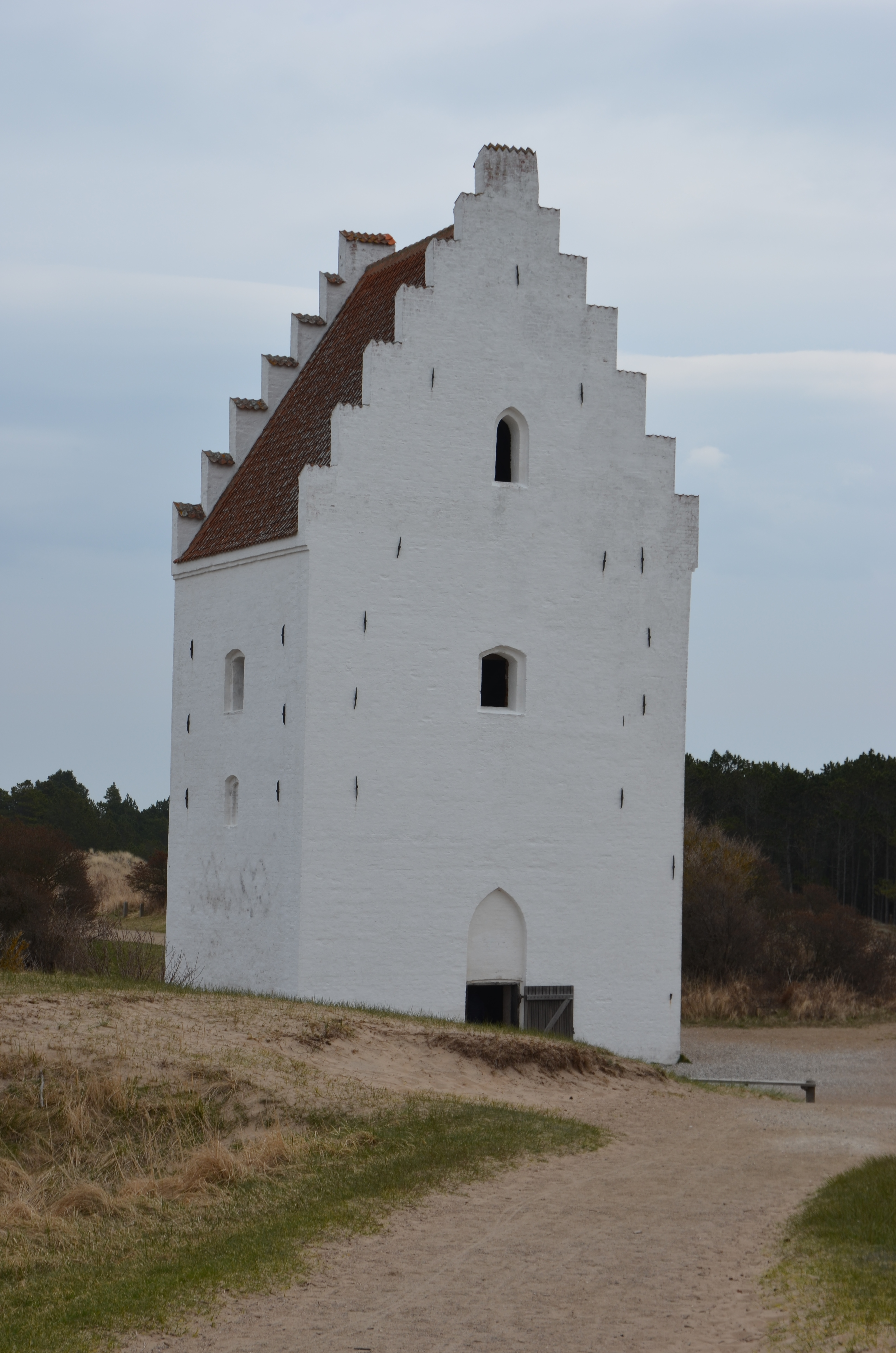
Sankt Laurentii kyrka, Skagen ("Den tilsandade kirke")

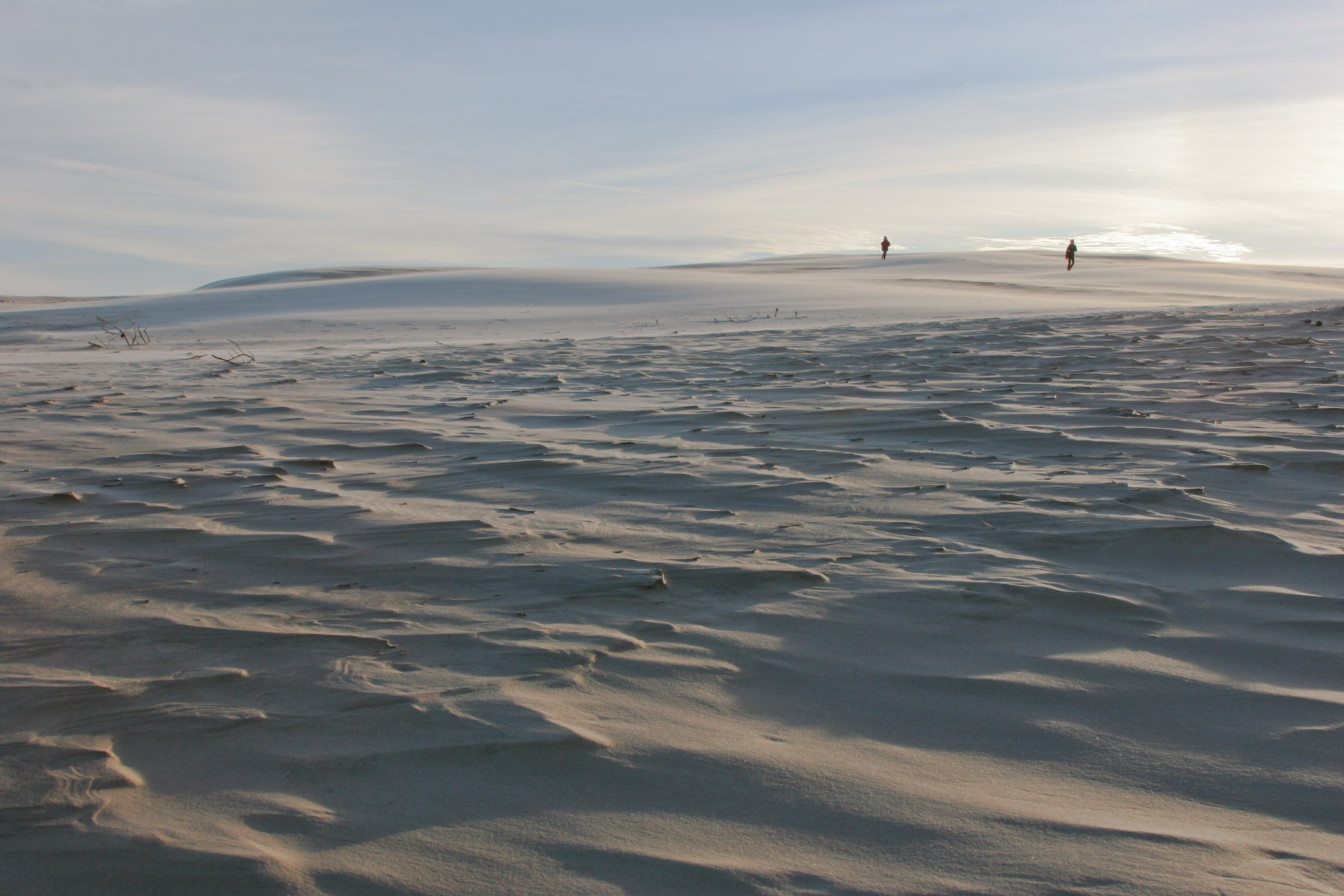
Den vandrande sanddynen Råbjerg mile på Nordjylland i Danmark

Sandflykt är ett fenomen som uppstår när flygsand flyttas av vinden, särskilt i ökenområden och längs kuster. Sanden hopar sig i dyner och kan göra stor skada för bland annat jordbruk.